# Système de retraite aux Pays-Bas
Le système de retraite aux Pays-Bas est parmi les systèmes de retraite en Europe celui où le poids historique des fonds de pension, même s'ils sont facultatifs, est le plus important, ce qui fait que les retraites complémentaires représentent 32 % du total des retraites, en étant accessibles à 85 % des salariés du secteur privé. Ce poids des retraites par capitalisation n'a pas d'équivalent en Europe continentale, si l'on met à part la Suisse, et le montant des actifs financiers gérés par ces régimes de retraite, via des établissements bancaires comme ING ou ABN Amro, place les Pays-Bas en tête du  palmarès mondial des fonds de pension.

## Un régime public qui offre au moins le salaire minimum à un couple
Créé en 1956, le régime public de base couvrant la population âgée de 15 à 65 ans verse des pensions, sous forme de forfait, dont le montant varie selon la composition du ménage et l'âge de ses membres, sans conditions de ressources, que les individus soient retraités ou non, du moment qu'ils ont 65 ans ou pas. Il est jugé protecteur pour les bas revenus car une personne seule recevra une pension nette égale à 70 % du salaire minimum et chaque membre d'un couple, marié ou non, recevra une pension nette égale à 50 % du salaire minimum, soit 100 % de ce salaire minimum pour un couple. Les célibataires et les couples à deux salaires sont de la sorte pénalisés car ils n'accumulent des droits à la retraite que sur la fraction de leurs revenus supérieurs au salaire minimum net. Pour garantir ce régime de base, les Pays-Bas ont créé en 1998 un fonds de réserve des retraites, alimenté par le budget de l'État et investi en obligations.

## Des fonds de pension à prestations définies, principalement par branches professionnelles
Le régime de base est complété par des fonds de pension, qui sont très majoritairement des régimes à prestations définies dans
lesquels la pension est calculée et connue d'avance, via la négociation collective. Le dernier salaire d'activité est choisi par 60 % de la population  comme salaire de référence, le reste des néerlandais prenant pour référence le salaire moyen d'activité. Pour une carrière d'une durée de 40 ans, l'objectif visé est un taux de remplacement du dernier salaire de l'ordre de 70 %, y compris la pension servie par le régime de base. Les Pays-Bas comptent environ 80 fonds de pension par branche professionnelle, auxquels il faut rajouter les 11 fonds de pension professionnels couvrant les membres des professions libérales. Les 900 fonds de pension d'entreprise ne couvrent que les plus grandes entreprises et ne concernaient qu'environ 16 % des cotisants en 1999.

## De nombreuses dérogations à l'âge légal de départ à la retraite
L'âge légal de départ à la retraite est fixé à 65 ans mais il existe des possibilités de départ anticipé avant cet âge. L'âge réel de départ à la retraite était en 2008 pour les femmes de 62,8 ans et pour les hommes de 63,7 ans. La décote pour années manquantes est aux Pays-Bas assez modeste, à 2 % contre 5 % en France. Le montant de la pension est directement proportionnel au nombre d’années de cotisation et le montant de la retraite à taux plein est diminué de 2 % par année manquante.
Compte tenu d'un âge réel de départ à la retraite encore assez bas, le gouvernement néerlandais a entrepris des réformes pour encourager à cotiser plus longtemps. Le ministre néerlandais des Affaires sociales et du Travail, a dévoilé le 28 mai 2010 un plan destiné à favoriser le travail après 65 ans. Sa mesure phare est une Surcote pour années supplémentaires de cotisation consiste à augmenter de 5 % la retraite de base pour chaque année travaillée après 65 ans. L'âge légal de la retraite aux Pays-Bas va passer de 65 ans à 67 ans d'ici 2025, a annoncé le 16 octobre 2010 le premier ministre néerlandais Jan Peter Balkenende. Ce relèvement se fera "en deux temps", à 66 ans en 2020 puis à 67 ans en 2025, mais en conservant les nombreuses dérogations qui permettent de partir plus tôt, sans subir de décote importante.

## De nouvelles conventions collectives ont fait monter le taux d'emploi des seniors dans les années 1990
Aux Pays-Bas, l'âge légal de départ à la retraite est fixé à 65 ans pour les hommes comme pour les femmes, mais il est très supérieur à l'âge effectif moyen de départ à la retraite, qui est lui estimé à 61 ans, après avoir progressé de façon importante dans les années 1990. 
Les changements de politiques sociales concernant les préretraites, décidés par les syndicats de salariés et les employeurs dans la négociation des conventions collectives ont permis au taux d'emploi des 55-64 ans d'augmenter fortement. Dans cette tranche d'âge, seulement 38 % des hommes et 11 % des femmes de 55 ans et plus travaillaient en 1993, mais la proportion a fortement augmenté : en 2000 ils étaient respectivement 48 % et 20 % à être encore actifs. En 1995, les Pays-Bas présentaient l’un des plus faibles taux d'emploi des 55-65 ans d’Europe, soit 26 % hommes et femmes confondus et il est remonté à 37 % en 2002 grâce à ces conventions collectives.